# Selenicereus minutiflorus
Selenicereus minutiflorus es una especie de planta fanerógama de la familia Cactaceae.

## Distribución
Es endémica de Belice, Guatemala y Honduras. Es una especie extremadamente rara en la vida silvestre. La especie se encuentra dentro de las dos áreas protegidas; el Parque nacional Río Dulce y el Biotopo Chocón-Machacas.

## Descripción
Selenicereus minutiflorus crece como una planta trepadora extendida o arbustiva suspendida, con tres o cuatro costillas de color verde oscuro en tallos con diámetros de 1,5 a 3,5 centímetros. Las costillas son lobuladas uniformemente con los bordes no queratinizados. Las areolas contienen de 3-6 espinas que son como cabellos, de color amarillo con negro, y de 2 a 10 milímetros de largo. Las flores en forma de embudo son fragantes, de color blanco cremoso y aparecen en las unidades más antiguas miden de 3 a 3,5 cm de largo y llegan a 8-9 cm de diámetro. Los frutos son esféricos, de color de hasta 4,5 centímetros de largo.

## Taxonomía
La especie fue descrita iniciamente como Hylocereus minutiflorus por Nathaniel Lord Britton y Joseph Nelson Rose y publicado en Contributions from the United States National Herbarium 16(7): 240, t. 69, en 1913, actualmente es tanto un sinónimo como el basónimo de esta; y ulteriormente sería transferida al género Selenicereus por David Richard Hunt en Cactaceae Systematics Initiatives: Bulletin of the International Cactaceae Systematics Group 36: 33, en 2017.

#### Etimología
Selenicereus: nombre genérico se deriva del griego Σελήνη (Selene), la diosa de la luna y cereus, que significa "vela" en latín, en referencia a las flores nocturnas.
minutiflorus: epíteto latino que significa "con pequeñas flores".